# 鐮子坑口
鐮子坑口，原寫為鐮仔坑口，是臺灣臺中市豐原區的一個傳統地域名稱，位於該區南部。相較於今日行政區，其範圍大致與鎌村里相近。

## 歷史
台灣清治末期，鐮子坑口地區為一街庄，稱為「鐮仔坑口庄」，隸屬於捒東上堡。該庄西邊中南段隔旱溪與茄荎角庄為界，西邊北段及北邊隔旱溪及其支流烏牛欄溪與烏牛欄庄為界，東邊為下南坑庄，南邊為聚興庄。
1901年（日明治三十四年）11月，全台廢縣廳改設二十廳，該庄隸屬於臺中廳。1903年（明治三十六年）6月，該庄編入「葫蘆墩區」，仍隸屬於臺中廳。1909年（明治四十二年）10月，全台二十廳合併為十二廳，葫蘆墩區隸屬不變。1920年（大正九年），全台地方制度大改正，該庄改制並雅化為「鐮子坑口」大字，隸屬於臺中州豐原郡豐原街。
戰後豐原街改制為豐原鎮，隸屬於臺中縣，大字亦改制為里。1950年10月，中、彰、投分治，豐原鎮隸屬不變。1976年，豐原鎮因人口超過十萬人而改制為縣轄豐原市。2010年12月，隨著臺中縣、市合併為直轄臺中市，豐原市改制為豐原區。

## 聚落
本地區有鎌子坑口、九龍社區等聚落。

## 交通
區道中88-1線（南陽路59巷）是南陽至鏟子坑的道路，其西南側端點位於鐮子坑口地區西北部的區道中89線路口。由此向東北東轉北北東過烏牛欄溪橋出境後，可前往烏牛欄地區東部凸出部分，至其北側邊界地帶順路轉東南東至接近極東點附近轉北北東可前往下南坑地區西側並止於區道中88線路口。
區道中89線（鐮村路）是豐原至聚興的道路，大致以西北—東南走向轉北北東—南南西走向再轉北向南經過本地區西部。由該道路向西北可前往烏牛欄地區北部偏東並止於省道台3線路口，向南可前往聚興並止於其南部西側潭子區、北屯區交界處。

## 廟宇
- 鐮子坑口金陵祠（土地祠）
- 鐮子坑口金古祠（土地祠）
- 鐮子坑口後山腳福德祠（土地祠）